# 桃花纸
桃花纸，中國紙名。纸质薄，半透明，较有韧性，是出现较晚的古纸之一。始产于明清时期的浙江开化地区，可用于拓碑、印刷、书画。早期民间常用做糊窗纸，亦用于裱糊风筝；在烹饪东坡肉的最后一道工序裡，用于密封烹饪用的瓦罐。